# Missie van San Miguel

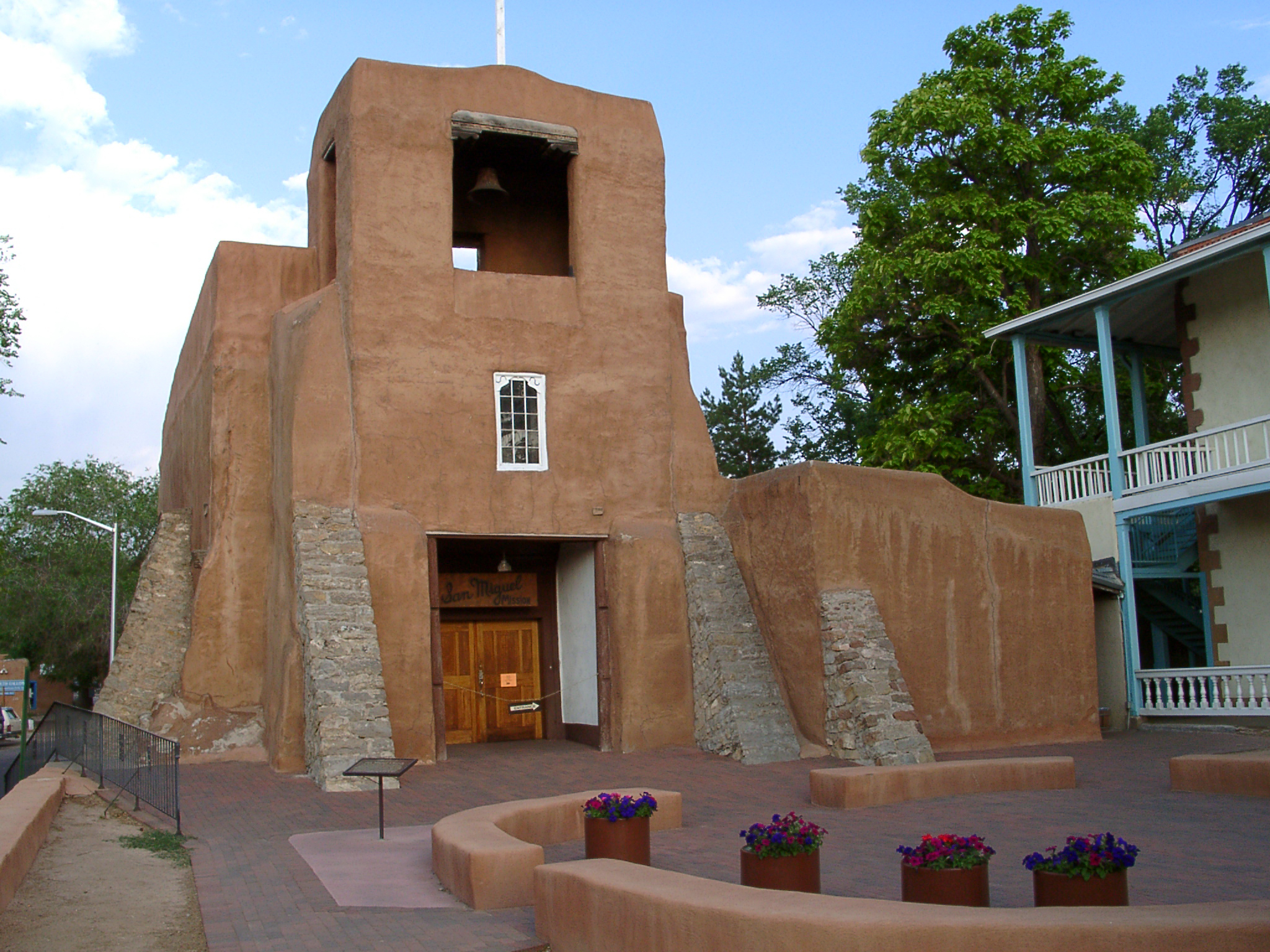
Missie van San Miguel

De missie van San Miguel is de oudste, nog in gebruik zijnde, kerk in de Verenigde Staten. Deze staat in Santa Fe (New Mexico) en werd gebouwd in de eerste helft van de 17e eeuw. Het bouwwerk is opgetrokken uit adobe. De kerk behoort tot het Barrio De Analco Historic District. Dit is het historische deel van de stad waar meer oude gebouwen onder vallen. onder andere het oudste huis van de Verenigde Staten. Samen vormen deze gebouwen een National Historic Landmark.
De kerk is meerdere malen beschadigd. Zo ook tijdens de Pueblo-opstand van 1680. Het gebouw is in de loop van de eeuwen herbouwd en aangepast.
In de kerk is een houten beeld te vinden van de aartsengel Michaël uit 1709. Dit beeld is in 1798 in de kerk geplaatst.